# Liste des sites Ramsar en Irak
Cet article recense les zones humides d'Irak concernées par la convention de Ramsar.

## Statistiques
La convention de Ramsar est entrée en vigueur en Irak le 17 février 2008.
En janvier 2020, le pays compte 4 sites Ramsar, couvrant une superficie de 5 379 km2.

## Liste
| Site                   | Province                  | Notes                                                             | Date            | Superficie (km²) | Altitude (m) | Identifiant Ramsar | Identifiant WDPA | Coordonnées                       | Photo |
| ---------------------- | ------------------------- | ----------------------------------------------------------------- | --------------- | ---------------- | ------------ | ------------------ | ---------------- | --------------------------------- | ----- |
| Marais de Hawizeh (en) | Al-Basra                  | Élément des marais de Mésopotamie, protégés au patrimoine mondial | 17 octobre 2007 | 1 377,00         | 4            | 1718               | 903064           | 31° 25′ 01″ nord, 47° 37′ 59″ est |       |
| Lac Sawa               | Al-Muthanna               |                                                                   | 3 mars 2014     | 5,00             | 14 - 26      | 2240               | 555587188        | 31° 18′ 47″ nord, 45° 00′ 22″ est |       |
| Marais du centre (en)  | Maysan, Dhi Qar, Al-Basra | Élément des marais de Mésopotamie, protégés au patrimoine mondial | 7 avril 2014    | 2 197,00         | 2 - 26       | 2241               | 555624203        | 31° 10′ 34″ nord, 46° 58′ 59″ est |       |
| Marais al-Hammar (en)  | Dhi Qar, Al-Basra         | Élément des marais de Mésopotamie, protégés au patrimoine mondial | 7 avril 2014    | 1 800,00         | 2 - 19       | 2242               | 555624175        | 30° 48′ 22″ nord, 47° 01′ 01″ est |       |